# 長崎健太郎
長崎 健太郎（ながさき けんたろう、1991年8月6日 - ）は、日本の元ラグビー選手。

## プロフィール
- 大阪府松原市出身。
- ポジションはフッカー(HO)。
- 身長 174cm、体重 99kg
- ニックネームはけんたろう、けんちゃん
- 父の正巳は元ラグビー選手[1]（現・大阪体育大学コーチ）。

## 略歴
11歳からラグビーを始める。 
2010年、尾道高校卒業後、大阪体育大学に入学する。
2013年、大阪体育大学ラグビー部の副将に就任した
2014年、大阪体育大学卒業後、神戸製鋼に加入。
2015年11月15日に行われたジャパンラグビートップリーグ第1節のキヤノンイーグルス戦に途中出場で公式戦初出場を果たす。 
2021年、現役を引退した。